# Panas Saksahans'kyj
Panas Saksahans'kyj (in ucraino Панас Саксаганський?), pseudonimo di Panas Karpovyč Tobilevyč (in ucraino Панас Карпович Тобілевич?; Kamiano-Kostuvate, 3 maggio 1859 – Kiev, 17 settembre 1940), è stato un attore, regista e drammaturgo ucraino.

## Biografia
Dopo aver completato gli studi a Elysavethrad nel 1880, si unì alle compagnie di Michajlo Staryc'kj, Marko Kropyvnyc'kyj e Mykola Sadovc'kyj. Dal 1890 al 1909 diresse la sua compagnia, indi si unì a quella di Trochim Kolesničenko, per poi entrare a far parte della Società degli attori ucraini. Diresse inoltre il Teatro nazionale ucraino del Popolo e collaborò con Marija Kostjantynivna Zan'kovec'ka. Apprezzato per la sua mimica, è noto per aver preso parte ad alcune commedie satiriche come Natalka Poltavka di Ivan Petrovyč Kotljarevs'kyj, Sto tysjač di Ivan Karpenko-Karyj e Za dvoma zajcjamy di Michajlo Staryc'kj. Nel suo repertorio inoltre figurano le rappresentazioni in lingua ucraina de I masnadieri di Friedrich Schiller, Uriel Acosta di Karl Ferdinand Gutzkow e Otello di William Shakespeare. In qualità di drammaturgo fu autore di Lycemiry (1908) e Šantrapa (1914).